# 拉法·席爾瓦
拉斐尔·亚历山大·费尔南德斯·费雷拉-达席尔瓦（葡萄牙語：Rafael Alexandre Fernandes Ferreira da Silva,ComM, 1993年5月17日—）通称拉法·席尔瓦，是一位葡萄牙足球運動員，于场上司职中场。現效力於土超球隊贝西克塔什，葡萄牙国家足球队成員。

## 职业生涯
2011年，他轉會費倫斯足球俱樂部。2012年7月29日，他首次在職業比賽中出場。2013年6月，他轉會至布拉加，簽約5年。他也代表葡萄牙國家足球隊參賽，並參加了2014年世界杯足球賽。
2016年，拉法·席尔瓦随葡萄牙国家足球队成功夺得当届歐洲國家盃冠军。
2021年6月15日，2020年歐洲國家盃，席尔瓦在分組賽首輪對匈牙利的賽事中大放異彩，在葡萄牙隊的三個進球中都發揮了功效。

## 榮譽

### 國家隊
葡萄牙
- 歐洲國家盃冠軍：2016年
- 歐洲足協國家聯賽冠軍：2018-19賽季

### 勳章
- 功績勳章指揮官級：2016年